# 北区 (釜山广域市)
北區（：／ Buk gu */?），韓國釜山廣域市的區，位於釜山廣域市北部。

## 簡介
北區為位處釜山廣域市西北部的自治區，於1978年2月15日釋出釜山鎮區部分地區和金海郡的三個面成立。
北區除華明洞和德川洞外，其餘地域的開發項目都較少。德川洞為北區發達的繁華商店街，而華明洞則是整個釜山的富裕聚居地。由於此區整片地域在古代皆稱為龜浦，因而即使並非位處目前龜浦洞範圍內的商店和地標，也經常稱呼所在地址為「龜浦」。

## 歷史
北區在三韓時期隸屬於居漆山國（거칠산국），於三國時代併入新羅。505年，為居漆山郡大甑縣（거칠산군 대증현）。757年，為東萊郡東平縣。高麗時期，北區以寺廟萬德寺而聞名（寺廟現已不存，只剩下基座遺跡）。萬德寺在《高麗史節要》、《高麗史》中也有相關記錄，表明其在高麗後期政治史上佔有重要地位。
1021年（顯宗13年），此地區改屬梁山郡東平縣。在朝鮮王朝時期，1428年此地區成為東萊縣的屬縣。1547年，東萊縣升格為東萊府，改屬東萊府。 1740年，改屬梁山郡。在朝鮮時期末年，此地為設置水站的地方，為經洛東江來往漢城府的日本商人的必經之地，後來逐漸變成與日本商人進行貿易的要地。因此，在京釜鐵路通車之前，此地是物資的集散地和交易地，特別是把布匹、石油、鹽、魚醬、明太魚等裝載在海船上，或者通過陸路運到內陸的倭館（安東、尚州地區）。 
1904年，此地為東萊府界西面龜浦里，1906年改屬東萊府左面龜浦里。1910年，根據朝鮮總督府的地方官制，龜浦被編入釜山府。1914年，重新歸屬慶尚南道東萊郡管轄，面的名稱也從左耳面（좌이면）變成了龜浦面。1943年，從面升格為龜浦邑。
1963年，編入新成立的釜山直轄市，脫離慶尚南道管治，成為釜山鎮區轄下的龜浦出差所（구포출장소）。1975年，釜山鎮區的龜浦和沙上出差所合併，成為市直轄的北區出差所。1978年，升格為北區，同時金海郡的大渚邑、駕洛面及鳴旨面移交北區管理。1983年，上述區域成立由市直轄的江西出差所，1989年升格為江西區，脫離北區管轄。1995年，北區過往由沙上出差所管轄的地區升格為沙上區，脫離北區管轄。

## 行政區劃

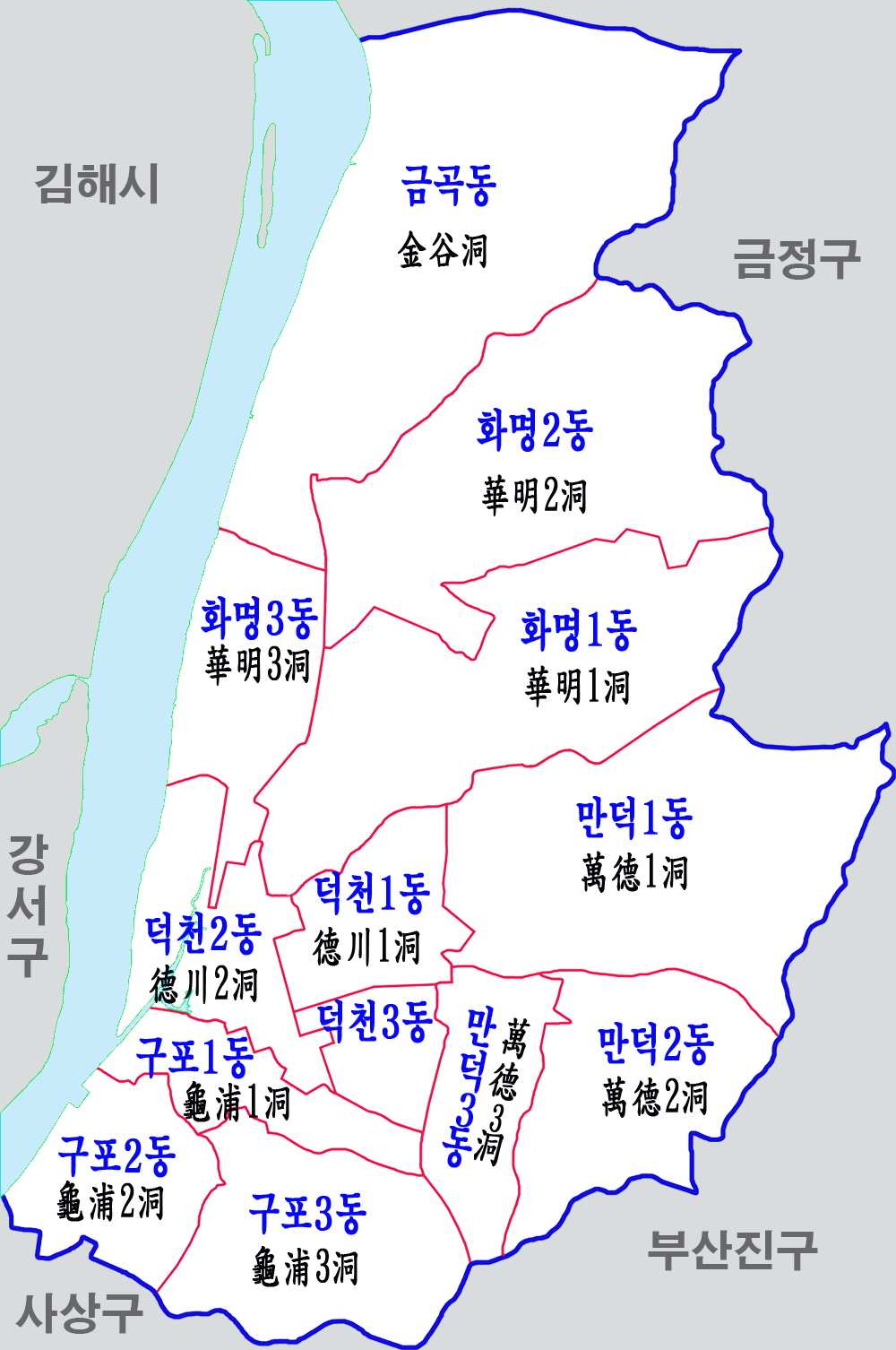
行政區劃圖

北區目前下轄5個法定洞，細分為13個行政洞。
- 龜浦洞（1-3洞）
- 金谷洞
- 華明洞（1-3洞）
- 德川洞（1-3洞）
- 萬德洞（1-3洞）

## 政治
在保守派系政黨支持度高的釜山市中，此區的支持率相對較弱，自由派系政黨的支持率相對較高。不僅是此區，沙上區、沙下區和江西區的「洛東江地帶」，為釜山自由派系政黨支持率較高的地區。然則，此區的兩個國會議員選區在2016年國會選舉中才開始有自由派系政黨籍的候選人當選。

### 國會議員
北區目前與江西區共同設立兩個國會議員選區（北區·江西區甲、北區·江西區乙），選出兩名國會議員代表，現任甲選區的國會議員為自由派政黨共同民主黨的田載秀（전재수），乙選區的國會議員為保守派政黨國民力量的金度邑（김도읍）。
田載秀於2020年國會選舉中，以50.58%的得票率勝出；金度邑以53.39%的得票率勝出。

### 市議會
北區目前於釜山廣域市議會一共47席中佔有4席，現任議員（2018年－2022年）皆由共同民主黨籍的議員代表。

### 區議會
北區議會（북구의회）為北區的立法機關，由14名議員組成。現任議員（2018年－2022年）包括8名共同民主黨議員及6名國民力量議員。

## 文化教育
北區很早就成立了近代教育機構，在1907年建立了龜浦私立龜明學校，是龜浦小學的前身。1908年，開始在華明洞建立私立華明學校，預備科1年，本科4年，補習科2年1次，新生有50多人。 2015年，區內設有27所小學、16所初中及9所高中。此外，釜山科學技術大學和韓國理工大學皆在北區設立校區。
同時，龜浦洞亦設有洛東鄉土文化院，於1988年成立，旨在啟發、普及、傳承地區傳統文化，亦研究地區的鄉土史及鄉土文化。

## 產業
主要產業有鞋類、化工、纖維、鋼鐵、機械等，由於鞋業停滯和人力短缺等原因，大部分行業都處於零散狀態。而農業則在洛東江河川腹地形成設施農業，該河川用地是在人工築堤時形成的用地，所有權歸釜山市所有，農民每年支付一定金額以獲得耕作權。同時，金頂山脈（금정산맥）一帶的土質肥沃，山麓局部地區亦有農田。商業則主要集中在龜浦站和德川洞德川路周邊地區。

## 景點
- 華明生態公園：華明洞洛東江邊的生態公園，復原了濕地等自然環境，亦有河川森林和步道。公園的游泳場夏天是露天游泳場，冬天改為雪橇場。[7]
- 華明樹木園：位處金井山姑堂峰後的河川位置，擁有1300多種植物資源，劃分為六個主題構成的生態展示園區。[8]
- 德川洞青春街（덕천동 젊음의 거리）：西釜山的繁華地段，聚集有名的美食店、電影院、咖啡店和購物中心，亦設有地下購物街。[9]
- 龜浦市場：1932年在龜浦開業，聚集870多家店鋪，為全國最大規模的市場。主要售賣農產品，亦有水產品、加工食品和食肆。同時，龜浦麵條（구포국수）為該市場的名產。[9]
- LEGO村落（레고마을）：位處萬德洞，完全整齊排列的房子聚落，於1986年建成。因屋頂顔色繽紛，被稱為LEGO村落。由於韓國政策改變，LEGO村落為最後一個建設的獨棟住宅園區，此後所有新住宅區皆為多層公寓。[10]

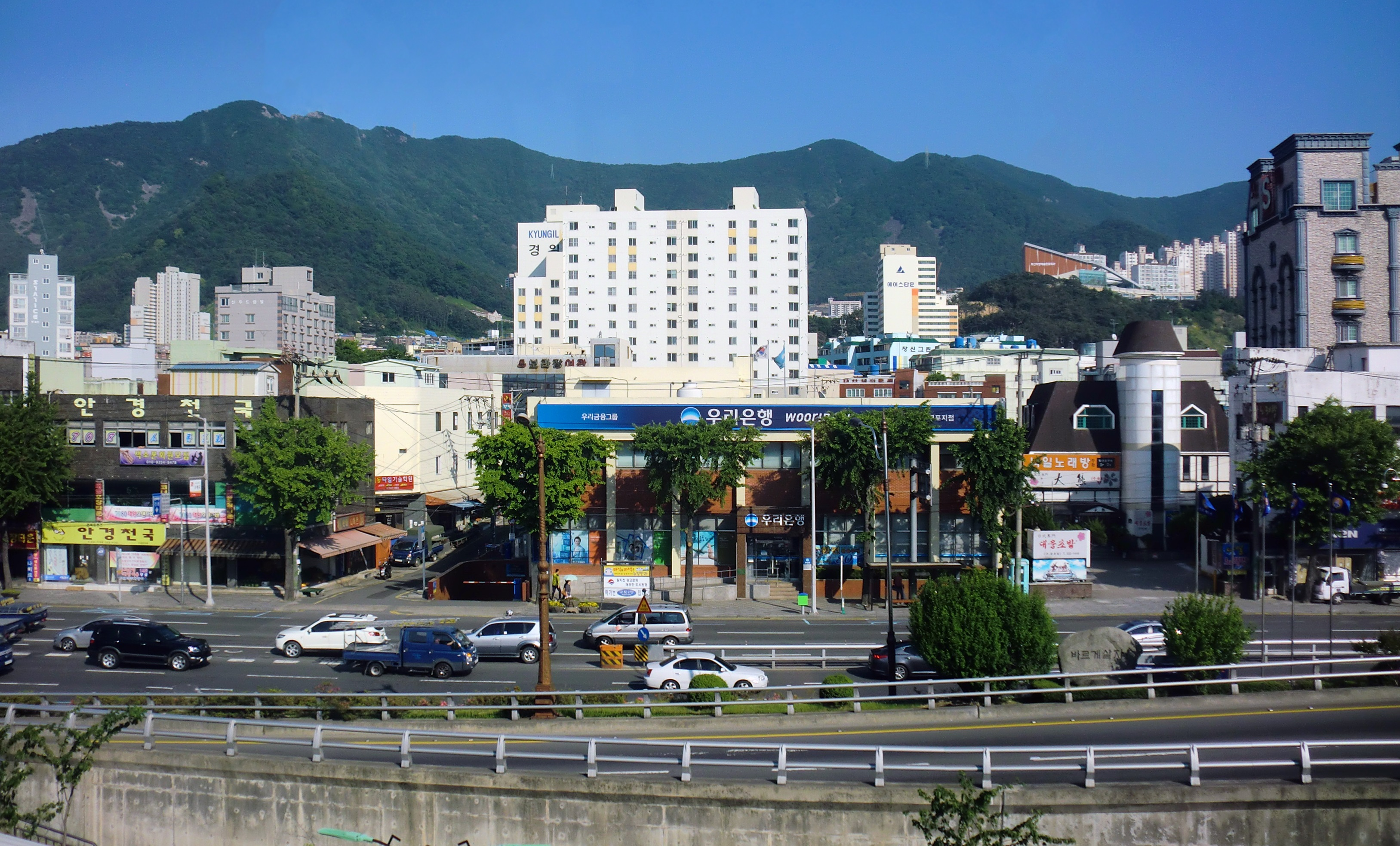
龜浦洞
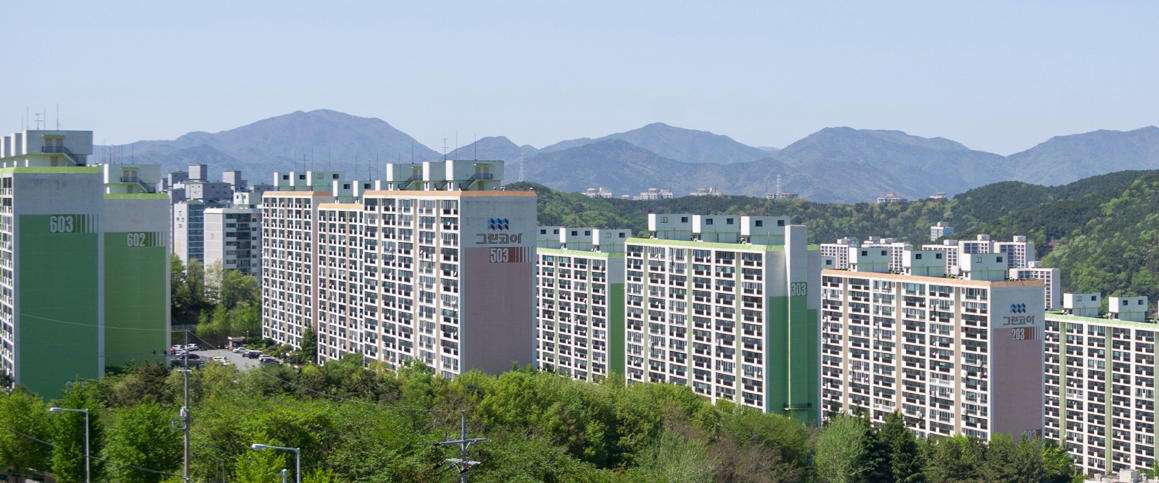
萬德洞公寓區
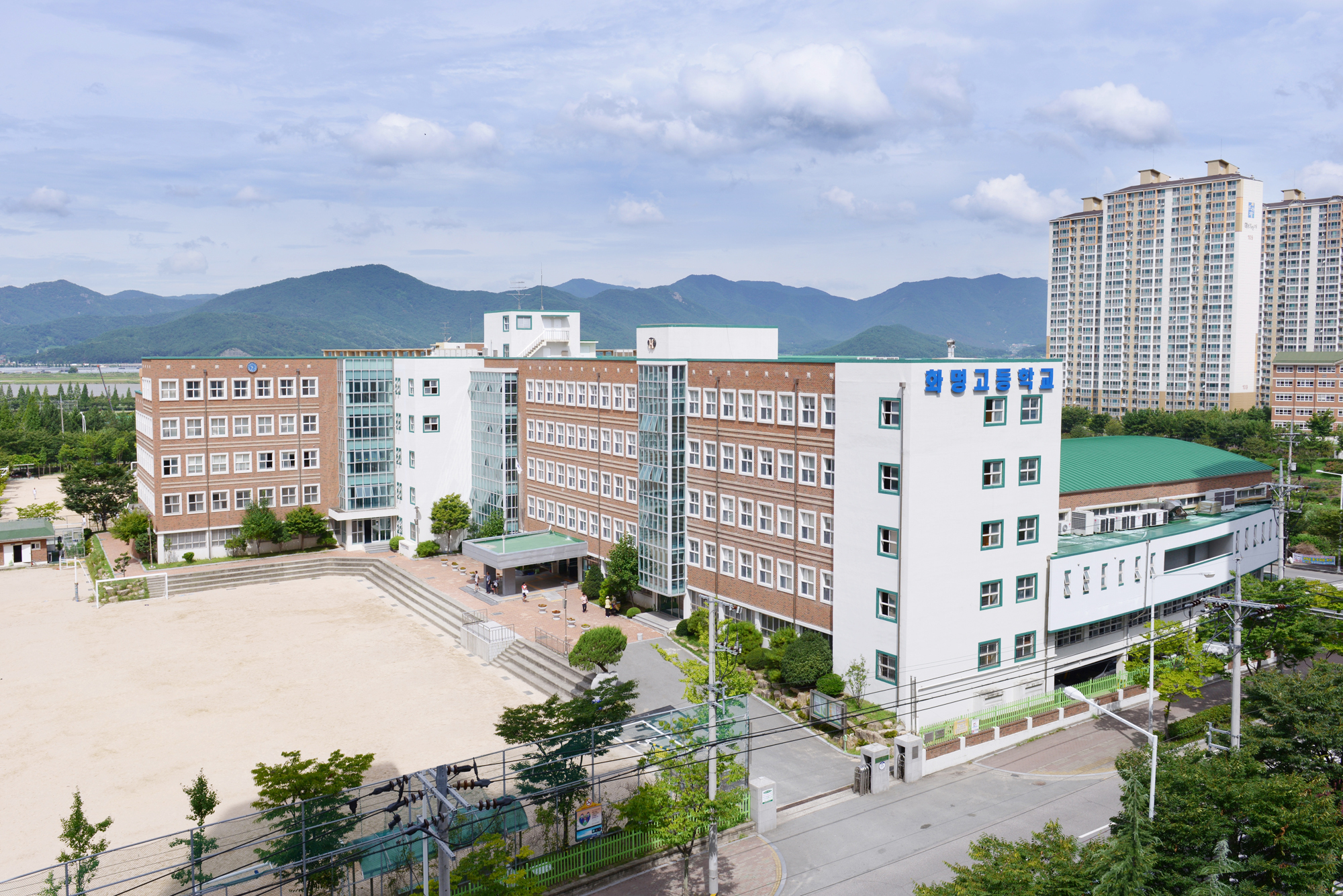
華明高中
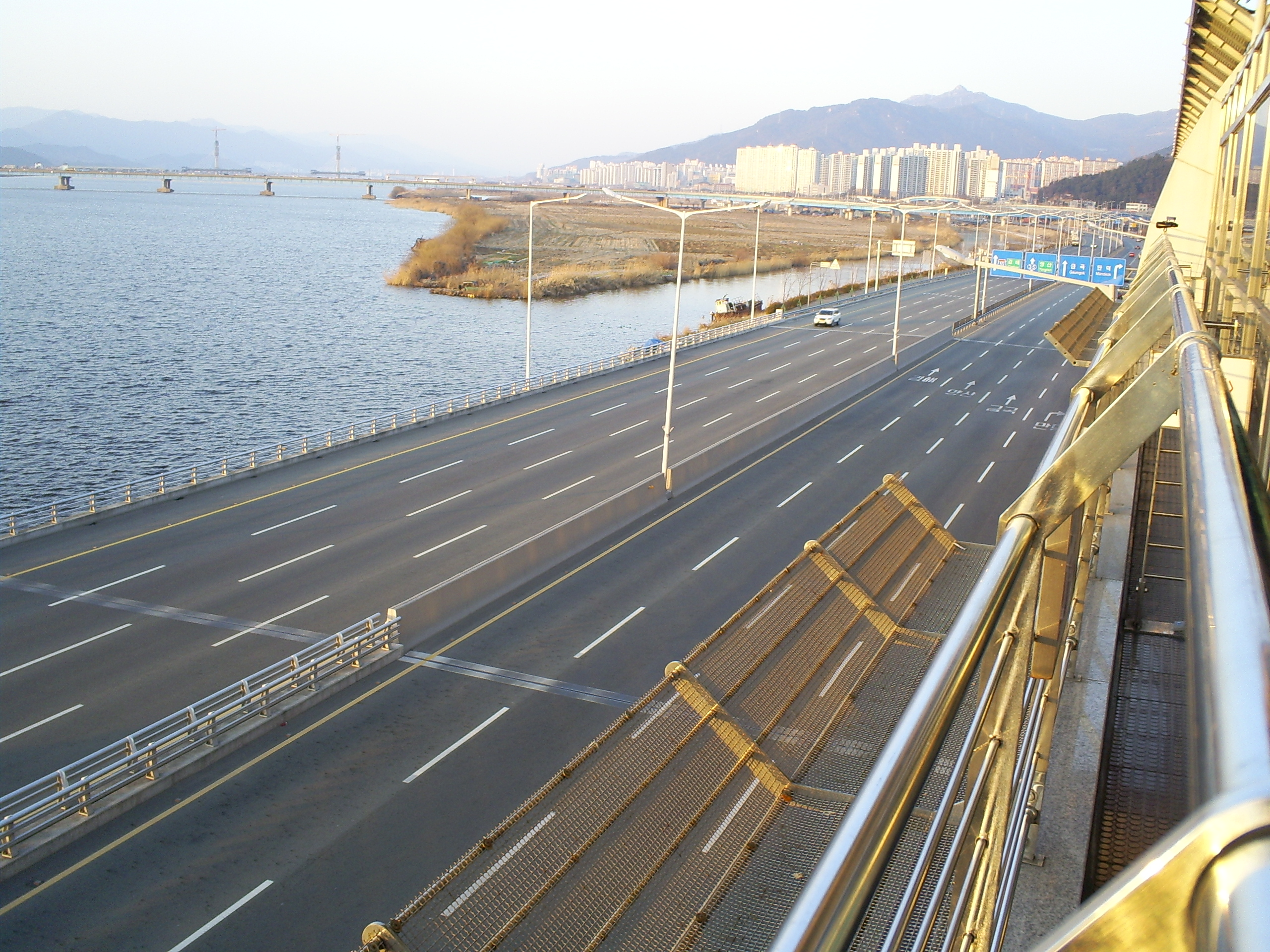
江邊大路（朝鲜语：강변대로）